# Alasdair Gray

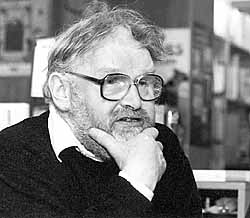
Alasdair Gray, 1994.

Alasdair Gray, född 28 december 1934 i Glasgow, död 29 december 2019 i samma stad, var en skotsk författare av litteratur och teaterpjäser, samt konstnär. Hans kanske kändaste roman är hans första från 1981, Lanark, som utspelas i ett dystopiskt och surrealistiskt alternativt Glasgow. Han var en stark förespråkare av skotsk självständighet.